# The Love Light
The Love Light és una pel·lícula muda dirigida per Frances Marion i interpretada per Mary Pickford, Evelyn Dumo i Raymond Bloomer, entre d'altres. La pel·lícula es va estrenar el 9 de gener de 1921.

## Argument
Angela és l'encarregada del far en un poble de pescadors durant la Primera Guerra Mundial. Acomiada el seu germà petit Mario que marxa cap a al front i poc després li arriba la mala nova que el seu germà gran Antonio ha mort a la guerra. Giovanni, que està perdudament enamorat d'Angela, intenta consolar-la però ben aviat ell també és reclutat. Un dia arriba a la costa portat per les onades un home que és rescatat per Angela. Diu ser un americà de nom Joseph i no vol que al poble ho sàpiguen, ja que és un desertor.
Angela s'enamora de Joseph a qui ha recollit i cuidat i poc després es casen en secret. Un dia ell li demana que de nit li enviï un senyal d'amor amb les llums del far. L'endemà al matí arriba la notícia que un vaixell italià carregat de ferits ha estat destruït la nit abans just a la mateixa hora que ella ha fet el senyal.
Aquell dia Joseph explica Angela que ha arribat el moment d'escapar-se. Per tal que tingui alguna cosa de menjar, ella roba una la xocolata que té Toni per tal que quan marxi tingui alguna cosa lleugera per menjar. Poc després es descobreix el robatori i deduint que no pot ser ningú del poble sinó un estranger i probablement doncs un espia. Surten en la seva persecució fent que un gos segueixi el rastre de la xocolata. En arribar al refugi, Angela sent com Joseph murmura en somnis “Gott mitt uns” i s'adona que el seu marit és un espia alemany. Ella desperta Joseph que proclama el seu amor per ella. Mentrestant, Toni arriba a casa de l'Angela però ella al principi no li explica que amaga el seu marit allà. En la discussió, però, Toni li diu que el seu germà era en el vaixell i ella s'adona que ella ha fet el senyal que ha condemnat el seu germà. Aleshores declara davant de tothom que està amagant un alemany. En veure’s encerclat, però, s'escapa i es llença per una penya-segat i mor.
Angela estava embarassada i té un fill a qui anomena Dolora. Maria, que ha perdut el seu home i el seu fill, rapta Dolora. Ningú l'ajuda perquè és una mare sense espòs. Giovanni arriba de la guerra ferit i cec i Angela l'acull i li deu que ella serà els seus ulls. Un dia Angela troba Maria amb un nen i poc després recorda que això no és possible perquè el fill de Maria havia mort i descobreix la veritat. Giovanni li demana que es casi amb ell i que aleshores el poble l'ajudarà a recuperar el seu fill. Maria s'escapa en barca una nit de tempesta i naufraga. Ella mor però Angela aconsegueix rescatar el seu fill i viu feliç amb ell i Giovanni.

## Repartiment
- Mary Pickford (Angela)
- Evelyn Dumo (Maria)
- Raymond Bloomer (Giovanni)
- Fred Thomson (Joseph)
- Eddie Phillips (Mario)
- Albert Prisco (Pietro)
- George Regas (Toni)
- Jean De Briac (Antonio)

## Producció
Aquesta pel·lícula va suposar l'inici de la carrera de Marion com a directora, que posteriorment col·laborà amb Pickford múltiples vegades i també un canvi en els rols d'ingènua normalment interpretats per Pickford a altres més adults. Francis i Marion es van trobar a Itàlia on la primera estava de lluna de mel i la segona de vacances per Europa i allà Pickford va llegir el guió proposat per Marion. Pickford va seleccionar diferents actors inconeguts com a membres del repartiment i va voler que tots els actors parlessin italià, ja que creia que això afavoriria l'expressivitat dels personatges. Malgrat que la pel·lícula estava ambientada a Itàlia, els actors van ser traslladats a Hollywood on es va filmar. La pel·lícula va ser anomenada com una de les més excepcionals de l'any pel National Board of Review.